# Список керівників держав 1844 року
Список керівників держав 1844 року — це перелік правителів країн світу 1844 року.
Список керівників держав 1843 року — 1844 рік — Список керівників держав 1845 року — Список керівників держав за роками

## Європа
- Королева Великої Британії Вікторія I (1837—1901)
  - прем'єр-міністр — Роберт Піль (1841—1846)
- Балканський півострів
  - Грецьке королівство — Оттон I (1833—1862); прем'єр-міністр Андреас Метаксас (1843—1844); Константінос Канаріс (1844); Александрос Маврокордатос (1844); Іоанніс Колетіс (1844—1847)
  - Самоське князівство — Штефан Воґоріде (1833—1850)
  - Сербське князівство — Олександр Карагеоргієвич (1842—1858)
  - Князь-єпископство Чорногорія — Петро ІІ Петрович-Негош (1830—1851)
- Балтія
  - Литовське генерал-губернаторство — Миркович Федір Якович (1840—1850)
- Італія
  - Лукканське герцогство — Карл I (1824—1847)
  - Герцогство Модени і Реджо — Франческо IV д'Есте (1814—1846)
  - Герцогство Парми та П'яченци — Марія-Луїза Австрійська (1814—1847)
  - Сардинське королівство — Карл Альберт (1831—1849)
  - Королівство Обох Сицилій — Фердинанд II (1830—1859)
  - Велике герцогство Тосканське — Леопольдо ІІ (1824—1859)
- Кавказ
  - Абхазьке князівство — Михайло Шервашидзе (1822—1864)
  - Букеєвська орда — Жангір-хан (1823—1845)
  - Газікумухське ханство — Абдурахман-хан (1841—1847)
  - Мегрельське князівство — Леван V Дадіані (1804—1846)
  - Північно-Кавказький імамат — Шаміль (1834—1859)
- Німеччина
  - Імператор Австрії Фердинанд I (1835—1848)
  - Ангальтське князівство: Ангальт-Дессау — герцог Леопольд IV Фрідріх Ангальтський (1817—1863); Ангальт-Кетен — Генріх Ангальт-Кетен-Плесський (1830—1847); Ангальт-Бернбург — Александр Карл Ангальт-Бернбурзький (1834—1863)
  - Баварське королівство — Людвіг I (1825—1848)
  - Велике герцогство Баденське — Леопольд (1830—1852)
  - Брауншвейзьке герцогство — Вільгельм Брауншвейзький (1830—1884)
  - Вюртемберзьке королівство — Вільгельм I (1816—1864)
  - Ганноверське короліство — Ернст Август (1837—1851)
  - Гессен-Гомбурзьке ландграфство — Філіпп (1839—1846)
  - Велике герцогство Гессенське — Людвіг II (1830—1848)
  - Гессенське курфюрство — Вільгельм II (1821—1847)
  - Гогенцоллерн-Гехінген — Костянтин Гогенцоллерн-Гехінгенський (1838—1849)
  - Гогенцоллерн-Зігмарінгенське князівство — Карл Гогенцоллерн-Зігмарінген (1831—1848)
  - Ліппе-Детмольд — Леопольд II (1802—1851)
  - Ліхтенштейн — Алоїз II (1836—1858)
  - Мекленбург-Шверінське герцогство — великий герцог Фрідріх Франц II (1842—1883)
  - Велике герцогство Мекленбург-Штреліцьке — Георг Мекленбурзький (1816—1860)
  - Нассауське герцогство — Адольф I (1839—1866)
  - Ольденбурзьке герцогство — Август I (1829—1863)
  - Королівство Пруссія — Фрідріх-Вільгельм IV (1840—1861)
  - Рейс-Еберсдорф — князь Генріх LXXII (1824—1848)
  - Ройсс-Грайцьке князівство — Генріх XX (1836—1859)
  - Велике герцогство Саксен-Веймар-Айзенаське — Карл Фрідріх (1828—1853)
  - Саксен-Гота-Альтенбурзьке герцогство — Йозеф (1834—1848)
  - Саксен-Майнінгенське герцогство — Бернхард II (1803—1866)
  - Саксонське королівство — Фрідріх Август II (1836—1854)
  - Шаумбург-Ліппське князівство — Георг Вільгельм (1787—1860)
  - Шварцбург-Рудольштадтське князівство — Фрідріх Гюнтер I (1807—1867)
- Піренейський півострів
  - Іспанське королівство — Ізабела II (1833—1868)
  - Португальське королівство — королева Марія II (1834—1853)
- Польща
  - Олесницьке князівство — Вільгельм Брауншвейзький (1830—1884)
  - Велике герцогство Познанське — Адольф фон Арнім-Бойтценбург (1841—1848)
  - Тешинське герцогство — Карл Тешинський (1822—1847)
- Російська імперія — Микола I (1825—1855)
- Румунія; Молдова
  - Волоське князівство — Георге Бібеску (1843—1848)
  - Молдавське князівство — Михаїл Стурдза (1834—1849)
- Скандинавія
  - король Данії — Кристіан VIII (1839—1848)
  - Король Норвегії — Карл III Юхан (1818—1844); Оскар I (1844—1859)
  - Швеція — Карл XIV Юхан Бернадот (1818—1844); Оскар I (1844—1859)
- Угорське князівство — Фердинанд I (1835—1848)
- Україна —
  - Малоросійське генерал-губернаторство — Долгоруков Микола Андрійович (1840—1847)
  - Харківська губернія — Муханов Сергій Миколайович (1840—1849)
- Франція — король Луї-Філіпп I (1830—1848)
  - Нідерланди — Віллем II (1840—1849)
  - Люксембурзьке герцогство — Віллем II (1840—1849)
  - Монако — Флорестан І (1841—1856)
  - Савойське герцогство — Карл Альберт (1831—1849)
- Богемське королівство (Чехія) — Фердинанд I (1835—1848)
- Святий Престол; Папська держава — Папа Римський — Григорій XVI (1830—1846)
- Вселенський патріарх — Афанасій V Єрусалимський (1827—1844)

## Азія
- Близький Схід
  - Акрабі — Хайдара ібн Аль-Махді (1833—1858)
  - Бейхан (емірат) — Мубарак (? — ?)
  - Дубай (емірат) — Мактум ібн Буті (1836—1852)
  - Заїдська держава Ємену — Мухаммед аль-Хаді (1840—1844); Алі II аль-Мансур (1844—1845)
  - Емірат Кувейт — Джабір I ас-Сабах (1814—1859)
  - Османська імперія — Абдул-Меджид I (1839—1861)
    - Сідон (еялет) — Асад Мехмед Мухліс Паша (1842—1845)

  - Джебель-Шаммар — Абдаллах ібн Алі Аль-Рашид (1835–1847)
  - Шаріфат Мекки — Мухаммад ібн Абдул Муїн (1840—1851)
  - Лахедзький султанат — Мухсин аль-Абдалі (1839—1846)
    - Бабан (князівство) — Ахмад-паша (1838—1847)

  - Шейхство Алаві — Хілаль ібн Шаїф аль-Алаві (1839 — ?)
  - Неджд (емірат) — Фейсал ібн Туркі (1843—1865)
  - Верхня Яфа — Абдаллахбін Насир бін Саліх (1840—1866)
  - Нижня Яфа — Ахмад I ібн Алі (1841—1873)
- Персія; Середня Азія
  - Іран — Мохаммед Шах Каджар (1834—1848)
    - Марагінське ханство — Хусейн Паша-хан (1830—1848)
- Індія; Непал; Пакистан і Шрі-Ланка
  - Аркот (держава) — наваб Гулам Мухаммад Гузе-хан (1825—1855)
  - Ауд (держава) — падишах Амджад Алі-шах (1843—1847)
  - Барода (князівство) — Саяджі Рао Гайквад II (1819—1847)
  - Бахавалпур (князівство) — Мухаммад Бахавал Хан III (1826—1852)
  - Бгаратпур (держава) — Балвант Сінгх (1826—1853)
  - Наваб Бенгалії — Мансур Алі-хан (1838—1880)
  - Бхопал (князівство) — Кудсія-бегум (1819—1847)
  - Гайдарабад (держава) — Асаф Джах IV (1829—1857)
  - Гархвал (держава) — Сударшан Шах (1815—1859)
  - Гваліор (князівство) — Джаяджі Рао Скіндія (1843—1886)
  - Гератське ханство — Яр Мухаммад Хан (1842—1851)
  - Джайпур (князівство) — Рам Сінґх II (1835—1880)
  - Джайсалмер (князівство) — Гай Сінгх (1820—1846)
  - Джодхпур (князівство) — Тахт Сінґх (1843—1873)
  - Джунагадх (князівство) — Мохаммад Хамід II (1840—1851)
  - Дрангадхра (князівство) — Амарсінхджі II Райсінхджі (1804—1843)
  - Дхар (князівство) — Ешвант Радж II Павар (1838—1857)
  - Імперія Великих Моголів — Бахадур Шах Зафар (1837—1857)
  - Індор (князівство) — Ханде Рао II (1843—1844); Тукоджі Рао II (1844—1886)
  - Емір Афганістану Дост Мухаммед хан Баракзай (1843—1863)
  - Кандагарське ханство — Коханділ-хан (1842—1852)
  - Калат (ханство) — Мір Хусейн Насір II (1840—1857)
  - Камбей (князівство) — Хусейн Явар Хан (1841—1880)
  - раджа Капуртали — Ніхал Сінґх (1837—1852)
  - Колхапур (князівство) — Шиваджі IV (1838—1866)
  - Лас Бела (ханство) — Мір-хан II (1830—1869)
  - Майсур (князівство) — Крішнараджа Вадіяр III (1799—1868)
  - Магараджа Удайпуру — Сваруп Сінґх (1842—1861)
  - Мустанг (королівство) — Джам'ян Ангду (1840—1860)
  - Наґпур (князівство) — Раґходжі III (1818—1853)
  - Королівство Непал — Раджендра (1816—1847)
  - Панна (князівство) — Харбанс Рай (1834—1849)
  - Сіккім (князівство) — Цудпхуд Намґ'ял (1793—1863)
  - Держава Сикхів — Дуліп Сінґх (1843—1849)
  - Траванкор — Сваті Тірунал Рама Варма (1829—1846)
  - Тханджавур (князівство) — Шиваджі (1832—1855)
  - Харан (ханство) — Азад (1833—1885)
  - Губернатор Португальської Індії — Йоакім Мурао (1843—1844); Хосе Феррейра Пестана (1844—1851)
- Індонезія; Південно-Східна Азія
  - Ачеський султанат — Алауддін Сулейман Алі Іскандар Сіах (1838—1857)
  - Королівство Раттанакосін — Рама III (1824—1851)
  - Банджармасінський султанат — Адам аль-Ватсік (1825—1857)
  - Булунганський султанат — Аджі Мухаммад (1817—1861)
  - Брунейська імперія — Омар Алі Сайфуддін II (1828—1852)
  - Султанат Гова — Абдул-Кадір Мох-Айдід (1826—1893)
  - Династія Нгуєн — Тхієу Чі (1841—1847)
  - Джамбійський султанат — Абдул Рахман Назаруддін (1841—1855)
  - Джок'якартський султанат — Хаменгкубувоно V (1828—1855)
  - Джохорський султанат — Алі Іскандар Муаззам-шах (1835—1857)
  - Пакуаламан — Паку Алам II (1829—1858)
  - Понтіанакський султанат — Усман Аль-Кадрі (1819—1855)
  - Король Чіангмаю Пхуттавонг (1826—1846)
  - Мангкунегаран — Мангкунегара III (1835—1853)
  - Луанґпхабанґ (королівство) — Сукхасом (1837—1850)
  - Тямпасак (королівство) — Нарк (1841—1850)
  - Перак (султанат) — Абдаллах Мухаммад-шах I (1841—1850)
  - Магінданао (султанат) — Іскандар Кудратуллах Мухаммад (1830—1854)
  - Кедах (султанат) — Ахмад Таджуддін Халім-шах II (1842—1845)
  - Самбаський султанат — Умар Акам уд-дін III (1832—1846)
  - Королівство Саравак — Джеймс Брук (1841—1868)
  - Сіак (султанат) — Ассаїдіс Шаріф Ісмаїл Абдул Джаліл (1815—1854)
  - Султанат Сулу — Джамалуль Кірам I (1823—1844); Мохаммед Пулалун (1844—1862)
  - Конбаун — Тараваді (1837—1846)
  - Тернатський султанат — Мухаммед Зайн (1823—1859)
  - Тідорський султанат — Аль-Мансур Сіраджуддін (1822—1856)
- Накхонситхаммарат (держава) — Пхра Санехамонтрі (1838—1867)
- Китай; Монголія
  - Тибет — Далай-лама XI (1842—1856)
  - Династія Цін — Міньнін (1820—1850)
    - Кумульське ханство — Башир (1813—1867)
- Окінава; Королівство Рюкю — Сьо Іку (1834—1847)
- Корея
  - Чосон — Хонджон (1834—1849)
- Середня Азія і Сибір
  - Бухарський емірат — Насрулла (1827—1860)
  - Дарвазьке шахство — перерва до 1845
  - Кокандське ханство — Шералі-хан (1842—1844); Мурад-хан (1844); Худояр-хан (1844—1858)
  - Хівинське ханство — Рахимкулі-хан (1842—1845)
- Японія — Імператор Нінко (1817—1846)

## Африка
- Агадес (султанат) — Абд аль-Кадір ібн Мухаммад аль-Бакірі (1835—1853)
- Аджаче — Мейї (1836—1848)
- Французький Алжир — Тома Робер Бюжо (1841—1842; 1842—1847)
- Ауса (султанат) — Ханфаде ібн Айдахіс (1832—1862)
- Імперія Ашанті — Кваку Дуа I (1834—1867)
- Багірмі (королівство) — Осман Буркоманда III (1807—1846)
- Бамбара (держава) — Кіранго Ба (1840—1848)
- Бамум (держава) — мфон Нгоугоуо (1818—1865)
- Баол (держава) — Іса Тейн-Діор (1832—1855)
- Борну — Ібрагім IV (1819—1846); шеху Умар I (1837—1851)
- Буганда — Ссууна II Калема Мігсекіатіа (1836—1856)
- Королівство Бурунді — Нтаре IV (1796—1850)
- Ваало — Мьо Мбоді Малік (1840—1855)
- Варсангалійський султанат — гараад Аул (1830—1870)
- Марокканський султанат — Мауля Абд ар-Рахман бен Хішам (1822—1859)
- Вадайський султанат — Ізз ад-Дін Мухаммед аль-Шаріф ібн Саліх Деррет (1835—1858)
- Волоф (держава) — Аль-Бурі Там (1838—1845)
- Газа (держава) — Сошангане (1824—1858)
- Дагомея — Гезо (1818—1858)
- Дамагарам (султанат) — Ібрагім дан Сулейман (1843—1850)
- Дарфурський султанат — Мухаммад аль-Хусейн (1838—1873)
- Досо (держава) — Аміру (?—1856)
- Імператор Ефіопії — Сале Денгел (1841—1845)
- Єгипетський еялет — Мухаммед Алі Єгипетський (1805—1848)
- Зулуське королівство — Мпанде (1840—1872)
- Королівство Імерина — Ранавалуна I (1828—1861)
- Каарта — Мамаді Кандіан (1843—1854)
- Кабадугу (держава) — Вакаба Туре (1815—1858)
- Казембе — Каньємбо Келека Маї (1805—1850)
- Кайор — Іса Тен-Діор Фалл (1832—1855)
- Калабарі (держава) — Карібе (1835—1863)
- Касандже — Мбумба а Кінгурі (1840—1850)
- Конг (держава) — Каракара Уатара (1833—1860)
- Койя (королівство) — Морібу Кіндо (1840—1859)
- Королівство Конго — Енріке III (1842—1857)
- Луба (імперія) — Ілунга Кабалі (1820—1850)
- Імперія Масина — Секу Амаду (1818—1845)
- Мономотапа — мвене-мутапа  Катаруза (1843—1867)
- Натальська колонія — Генрі Клоетт (1843—1844); пряме правління Капської колонії (1844—1845)
- Нафана — Дйондо Діарасуба (1815/1820-1848)
- Нрі — Езе Нрі Енвелеана I (1794—1886)
- Королівство Орунгу — Омбанго Рогомбе Окінда (1840—1862)
- Салум — Балле Ндунгу Хуредія Ндао (1823—1851)
- Сокото (держава) — Алі Бабба ібн Белло (1842—1859)
- Тооро (держава) — Олімі (1822—1865)
- Трарза (емірат) — Мухаммад аль-Хабіб (1827—1860)
- Туніс (бейлік) — Ахмад I (1837—1855)
- Імамат Фута-Джаллон — Бакарі Сорі (1842—1844)
- Фута-Торо (імамат) — Мамаду Біран Ваан (1843—1844); Баабалі Лі (1844—1847)
- Капська колонія — Джордж Томас Нейпір (1838—1844); Перегрін Мейтленд (1844—1847)
- Португальська Західна Африка — Лоренцо Гермак Поссоло (1843—1845)

## Південна Америка
- Болівія — Хосе Бальївіан (1841—1847)
- Бразильська імперія — Педру II (1831—1889)
- Республіка Нова Гранада — Педро Алькантара Ерран (1841—1845)
- Венесуела — Карлос Сублетте (1843—1848)
- Еквадор — Хуан Хосе Флорес (1839—1843; 1843—1845)
- Парагвай — диктатор Маріано Роке Алонсо (1841—1844); президент Карлос Антоніо Лопес (1844—1862)
- Перу — Мануель Ігнасіо де Віванко (1843—1844); Домінго Еліас (1844); Мануель Менендес (1844); Хусто Фігерола (1844); Мануель Менендес (1844—1845)
- Ріограндійська республіка — Гоміс Жардін (1843—1845)
- Чилі — президент Мануель Бульнес (1841—1851)
- Аргентинська конфедерація — Хуан Мануель де Росас (1835—1852)
- Президент республіки Уругвай — Мануель Орібе (1843—1851)

## Північна Америка
- Республіка Гаїті — Шарль Ерар ді Рив'єр (1843—1844); Філіпп Гер'є (1844—1845)
- Домініканська Республіка — Педро Сантана (1844—1848)
- Президент Коста-Рики — Хосе Марія Альфаро Самора (1842—1844); Франсіско Марія Ореамуно Бонілья (1844)
- Централістська Республіка Мексика — Валентин Каналісо (1843—1844); Антоніо Лопес де Санта-Анна (1844); Хосе Хоакін де Еррера (1844); Ввалентин Каналісо (1844); Хосе Хоакін де Еррера (1844—1845)
- Нікарагуа — президент Мануель Перес (1843—1844); 3 керівники (1844—1845)
- Сполучені Штати Америки — Джон Тайлер (1841—1845)
  - віце-президент США — пост вакантний через зайняття віцепрезидентом посади президента (1841—1845)
- Республіка Техас — Сем Г'юстон (1841—1844); Енсон Джонс (1844—1846)
- Республіка Юкатан — Сантьяго Мендес (1843—1844)

## Океанія
- Гавайське королівство — Камеамеа III (1825—1854)
- Королівство Таїті — Помаре IV (1827—1877)